# Antonio Moretto

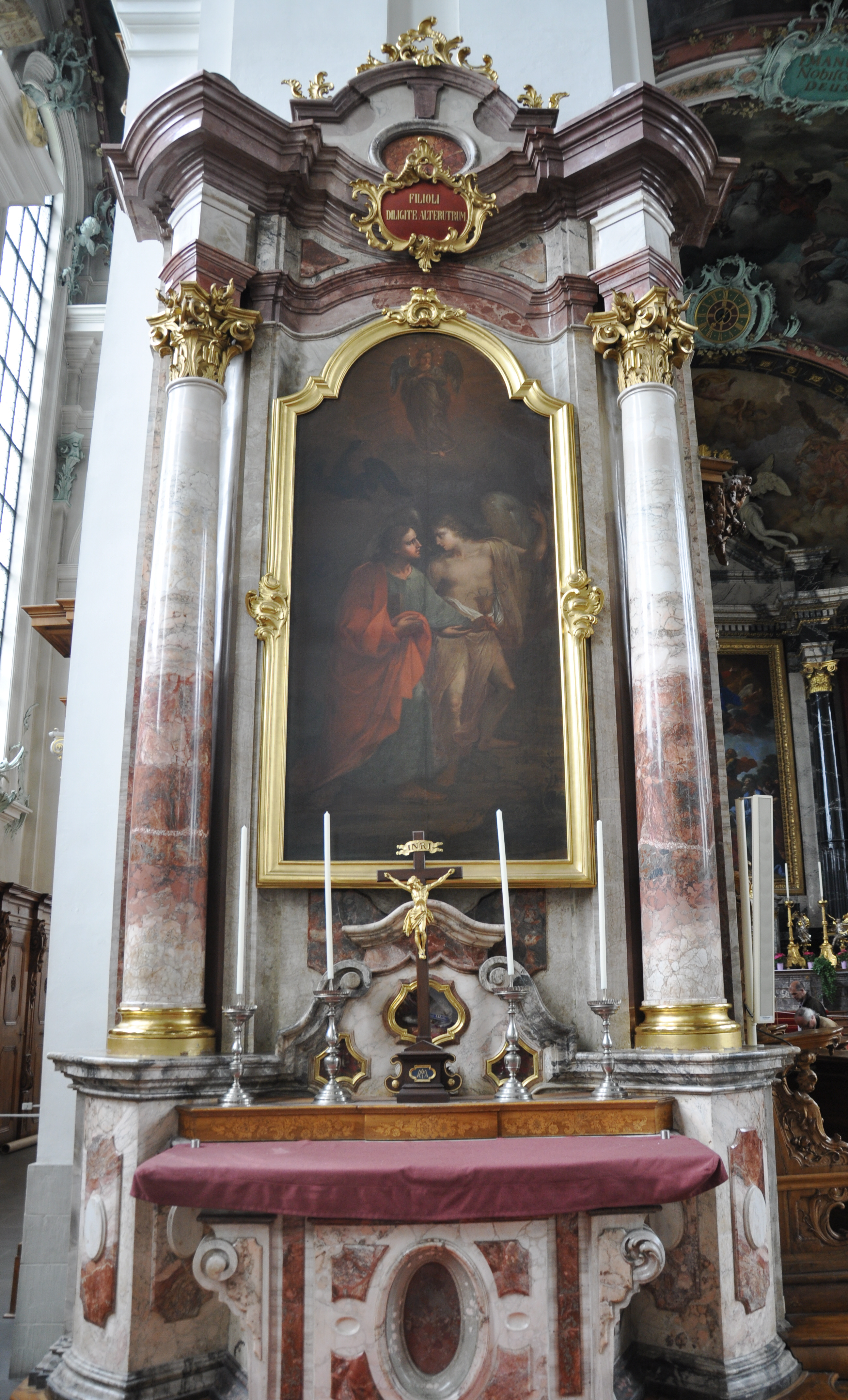
St. Gallen, Stiftskirche, Seitenaltar "St.-Johannes-Altar"; mit Altarblatt von Antonio Orazio Moretto: Johannes der Ev. wird von einem Engel auf die Erscheinung der Muttergottes hingewiesen

Antonio Orazio Moretto (* 1773; † 6. August 1833 in Häggenschwil) war ein süddeutscher Maler. 

## Leben
Er war in Zürich für den reformierten Pfarrer Johann Caspar Lavater tätig. Ab 1802 lebte und arbeitete er als Zeichenlehrer und Maler in St. Gallen. Seine Arbeiten waren hauptsächlich Porträts, Landschaften, Miniaturen und Theaterdekorationen.
Mehrere Deckengemälde von Moretto sind in der Stiftskirche St. Gallen entstanden. Statisch beschädigte Chormalereien in der St. Galler Stiftskirche, die Antonio Moretto zwischen 1819 und 1824 ausführte, waren Übermalungen und wurden während der Gesamtrestaurierung 1963 entfernt. Dadurch kamen die ursprünglichen Chorgemälde von Joseph Wannenmacher zum Vorschein.